# 越南光唇魚
越南光唇鱼（学名：Acrossocheilus yalyensis）为輻鰭魚綱鯉形目鲤科光唇鱼属的鱼类，該物種為熱帶淡水魚類，分布於亞洲越南，棲息在中底層水域，生活習性不明。

## 扩展阅读
維基物種上的相關：越南光唇鱼